# Chlorophytum chloranthum
Chlorophytum chloranthum är en sparrisväxtart som beskrevs av John Gilbert Baker. Chlorophytum chloranthum ingår i släktet ampelliljor, och familjen sparrisväxter. Inga underarter finns listade i Catalogue of Life.